# 荻原氏
荻原氏（おぎわらし）は、日本の武田氏庶流の氏族。清和源氏支流。

## 概要
武田信満の二男・今井信景の子、慶忠が甲斐國山梨郡荻原村を領し、荻原慶忠と名乗った。
代々、武田家に仕えたのち、徳川家に仕えて、旗本や経済官僚、八王子千人同心の千人頭としてとして明治期まで残った。